# Associated Press

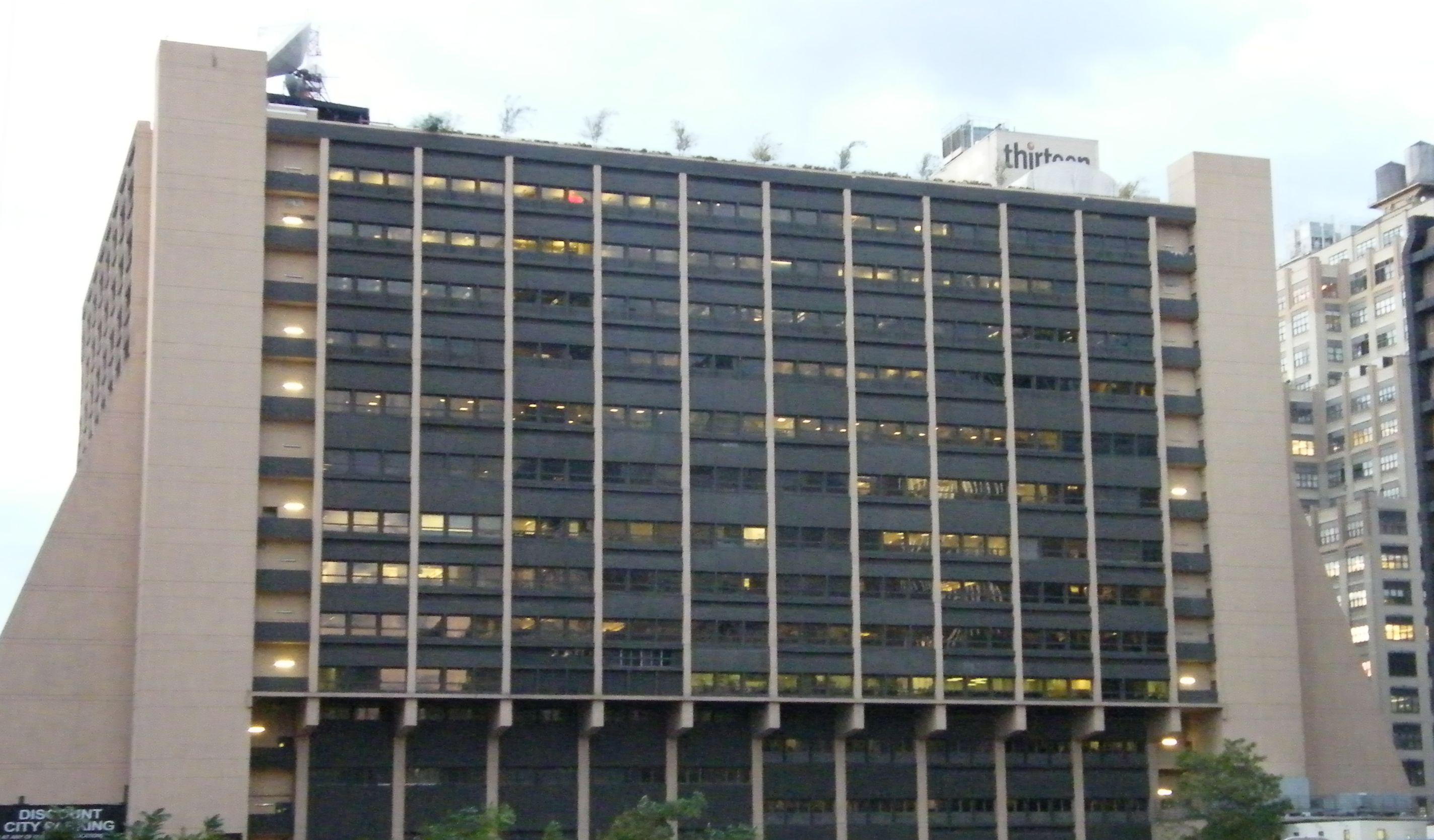
Tòa nhà Associated Press tại thành phố New York

Associated Press (tiếng Anh của "Liên đoàn Báo chí", viết tắt AP) là hãng thông tấn của Hoa Kỳ và là cơ quan báo chí lớn nhất trên thế giới. Với phóng viên báo và phóng viên ảnh làm việc trong hơn 200 văn phòng trên khắp hành tinh, AP là một trong những nguồn cung cấp tin tức lớn nhất cho thế giới. AP cung cấp tin tức, ảnh chụp, ảnh đồ họa và những dịch vụ phát thanh cho hơn 1700 tờ báo và khoảng 6000 radio và đài truyền hình ở Hoa Kỳ. Ngoài ra, khoảng 8500 kênh truyền thông đa phương tiện bên ngoài Hoa Kỳ cũng đăng ký những dịch vụ thông tin của AP. AP truyền tin tức qua cáp và vệ tinh.
Theo thông tin chưa được kiểm chứng, số người đọc tin tức của AP hàng ngày ước lượng là xấp xỉ 1 tỉ người.
AP được hợp nhất thành một tổ chức hợp tác không lợi nhuận của hơn 1500 thành viên là các báo tin tức hàng ngày ở Hoa Kỳ. Các thành viên này bầu ra ban điều hành tổ chức.
AP đặt trụ sở tại thành phố New York.

## Lịch sử
- 1849: Hiệp hội Tin tức Harbor đã mở văn phòng tin tức đầu tiên tại Halifax, Nova Scotia khu vực ngoại Hoa Kỳ nhằm đáp ứng thông tin cho tàu thuyền đến từ châu Âu trước khi họ cập bến tại New York.
- 1876: Mark Kellogg phóng viên tin tức đầu tiên của AP bị giết khi báo cáo tin tức trong Trận Little Bighorn.
- 1893: Melville E. Stone trở thành tổng giám đốc của AP cho tới năm 1921 sau khi được tái tổ chức. Dưới sự lãnh đạo của ông, AP đã trở thành một trong những hãng thông tấn nổi tiếng nhất thế giới tại thời điểm đó.
- 1899: AP đã sử dụng điện báo không dây của Guglielmo Marconi để đưa tin về cuộc đua du thuyền Cup's America, Sandy Hook, New Jersey, bài kiểm tra tin tức đầu tiên về công nghệ mới.
- 1914: AP giới thiệu máy điện báo, thứ được truyền trực tiếp đến máy in qua dây điện báo. Cuối cùng, một mạng lưới máy teleprinter 60 từ mỗi phút trên toàn thế giới ra đời.
- 1935: AP khởi xướng WirePhoto, dịch vụ dây đầu tiên trên thế giới cho các bức ảnh. Bức ảnh đầu tiên chuyển qua mạng mô tả một vụ tai nạn máy bay ở Morehouse, New York, vào ngày đầu năm mới, 1935.
- 1938: AP mở rộng văn phòng mới tại 50 Rockefeller Plaza "50 Rock" trong Trung tâm Rockefeller mới được xây dựng tại Thành phố New York, nơi giữ trụ sở trong vòng 66 năm.
- 1941: AP mở rộng từ bản in sang tin tức phát thanh.
- 1941: Dịch vụ Ảnh Tin tức Large World được mua từ Thời báo New York.
- 1951: AP, phóng viên trưởng của văn phòng chiến tranh Prague, William N. Oatis, bị chính quyền Cộng sản Tiệp Khắc bắt giữ vì tội gián điệp. Ông không được thả ra cho đến năm 1953. 1849: Hiệp hội Tin tức Harbor đã mở
- 1974: AP ra mắt Associated Press Radio Network có trụ sở tại Washington, DC
- 1994: AP ra mắt APTV - một cơ quan thu thập tin tức video toàn cầu, có trụ sở tại London.
- 2004: AP chuyển trụ sở chính từ 50 Rock sang 450 W. Phố 33, Thành phố New York.
- 2006: AP tham gia YouTube.
- 2008: AP ra mắt AP Mobile (ban đầu được gọi là AP Mobile News Network), một cổng thông tin đa phương tiện cung cấp cho người dùng tin tức họ có thể chọn và cung cấp quyền truy cập bất cứ lúc nào vào tin tức quốc tế, quốc gia và địa phương. AP là nhà phát hành đầu tiên ra mắt ứng dụng dành riêng cho iPhone vào tháng 6 năm 2008 trên sân khấu tại sự kiện WWDC của Apple. Ứng dụng này cung cấp phạm vi phủ sóng toàn cầu của AP về tin tức, thể thao, giải trí, chính trị và kinh doanh cũng như nội dung từ hơn 1.000 thành viên AP và các nguồn của bên thứ ba.
- 2010: Thu nhập của AP giảm 65% so với năm 2008 xuống chỉ còn $ 8,8 triệu. AP cũng thông báo rằng họ sẽ bị lỗ 4,4 triệu đô la nếu không thanh lý dịch vụ tin tức tiếng Đức của mình với giá 13,2 triệu đô la.
- 2011: Doanh thu AP giảm 14,7 triệu đô la trong năm 2010 Doanh thu năm 2010 đạt tổng cộng 631 triệu đô la, giảm 7% so với năm trước. AP tung ra các đợt giảm giá được thiết kế để giúp các tờ báo và đài truyền hình đối phó với doanh thu giảm.
- 2012: Gary B. Pruitt đã trở thành nhà lãnh đạo thứ 13 của AP trong lịch sử 166 năm của mình.
- 2016: AP Báo cáo rằng thu nhập giảm xuống còn 1,6 triệu đô la từ mức 183,6 triệu đô la trong năm 2015.
- 2017: AP chuyển trụ sở chính đến 200 Liberty Street, thành phố New York.
- 2018: AP công bố AP Votecast thay cho các cuộc thăm dò ý kiến của cuộc bầu cử giữa nhiệm kỳ 2018 của Hoa Kỳ.
- 2020: Sự thật về bầu của tổng thống Hoa Kỳ 2020?